# Brachycephalus tridactylus
Brachycephalus tridactylus é uma espécie de anfíbio da família Brachycephalidae. Endêmica do sul do  Brasil, é encontrada apenas no estado do Paraná, na localidade de Salto Morato.
Com três dedos nas patas traseiras e 1,5 cm de comprimento, em 2012 foi confirmada, em matéria publicada na revista Herpetologica, a descoberta realizada em 2007, quando foram encontrados alguns exemplares desta espécie numa reserva natural na localidade de Salto Morato, em Guaraqueçaba, Paraná.